# Victor Wong
Victor Wong Pin Kuan (Kuala Lumpur, 26 de febrero de 1972) es un cantante malayo de ascendencia china que se hizo conocer en la escena musical de Taiwán.
Formó parte del dúo junto a su hermano Michael Wong, conocido como Michael & Victor (yin 无印良品 Wu Liang pines), en 1995 cuando por primera vez comenzó su carrera como cantante, fue registrado como uno de los artistas del género rock. Alcanzó mucho éxito en Taiwán, pero decidió separarse en 2000 para seguir su carrera musical en solitario. Tiene en total 10 álbumes en solitario.

## Discografía
- 2000 – 自创品牌
- 2001 – 疼你的责任
- 2002 – 教堂的初吻
- 2003 – u-turn 180•转弯
- 2004 – 门没琐
- 2005 – 后来的我新歌＋精选
- 2006 – 爱到无可救药
- 2007 - Need U Most 最需要你 - K歌情人
- 2008 - 那些女孩教我的事
- 2009 - 一切为了爱 新歌加精选